# Tale of a Hero
Tale of a Hero, parfois nommé Tale of Hero, est un jeu vidéo d'aventure développé par le studio tchèque Future Games. Le jeu a été édité et distribué en France par Micro Application. La sortie française de Tale of a Hero s'est faite le 13 août 2009, soit plus d'un an après la première sortie du jeu en Russie, le 24 juillet 2008.

## Trame

### Univers
Tale of a Hero se déroule dans un univers imaginaire de fantasy. Il s'agit du premier jeu vidéo se déroulant dans un univers de fantasy développé par Future Games, qui avait jusqu'alors principalement réalisé des jeux sur les thèmes du mystère, de l'horreur, et de l'enquête.

### Situation initiale
Olaf, personnage principal de l'histoire, est le fils de Halvard, un célèbre héros et chevalier, ayant été le seigneur de la « montagne Eagle ». Halvard est surtout connu pour avoir tué de nombreuses créatures dangereuses terrorisant certains villages, d'où une réputation de héros. Lorsqu'Olaf n'a que 7 ans, sa famille est bannie du Royaume de Gréoden et perd son prestige, son père ayant refusé de commander l'armée du roi Auglémius dans une guerre qu'il jugeait inutile. Halvard devient dès lors pêcheur et construit un abri pour sa famille sur le bord d'un lac. Sa femme ne tarde pas à succomber à cette vie rude. Restant seul avec la charge de son fils, Halvard lui apprend à être un homme bon, respectable et digne de confiance. Halvard meurt alors qu'Olaf est âgé de 20 ans.
Le jeune homme, désormais seul, va rapidement vouloir suivre les traces de son père, de manière à être à son tour un héros. Toutefois, Olaf est un homme profondément pacifique, détestant la violence. L'idée de tuer des créatures magiques et intelligentes va à l'encontre de ses valeurs. La négociation avec ces créatures lui semble être un meilleur parti. Toutefois, avec la mort de son père, les anciens ennemis d'Halvard sont maintenant devenus ses propres ennemis. Parmi eux se trouve le redoutable Géant des Glaces, Krugell. Halvard ayant tué son frère Arioch plusieurs années auparavant sous l'ordre du roi, Krugell décide de se venger à la fois de la famille royale et de la famille d'Halvard. Il réussit ainsi à capturer Erea, la fille du roi, obligeant Olaf à aller la secourir dans les lointaines contrées du Nord, au risque de sa vie. C'est pour Olaf le début d'une longue aventure qui le mènera dans les endroits les plus inattendus dans un monde magique peuplé de nombreuses créatures dont il ne soupçonnait pas l'existence, et qui pourront peut-être l'aider dans sa quête à laquelle il aimerait trouver une autre solution que la brutalité.

## Système de jeu
Tale of a Hero a été développé avec le moteur graphique AGDS, déjà utilisé par Future Games depuis 2003, et ayant fait le succès du jeu The Black Mirror. Ce moteur graphique permet de réaliser des jeux dans un gameplay dit en « 2.5D » : tandis que les personnages sont réalisés en 3D, les décors du jeu sont des images fixes en 2D (pouvant être partiellement animées par l'ajout d'animations superposées).
Le jeu utilise une perspective dite « à la 3e personne » ou en « vision objective », c'est-à-dire que le joueur contrôle un personnage (ici : Olaf) qu'il voit à l'écran sans l'incarner. Avec sa souris, le joueur pourra faire interagir ce personnage avec des objets du décor ou engager des conversations avec d'autres personnages, selon les principes du gameplay en point & click.

## Doublage
La version française du jeu contient des voix en anglais, mais des sous-titres en français. Les acteurs ayant doublé les personnages sont les suivants :
- Howard Lotker : Olaf
- Jefe Brown : Masek et Mykorus
- Brian Caspe : le Capitaine du Fier Dragon, le crabe Fenintair, un villageois (dans l'introduction)
- John Poston : Krugell, la Malédiction (nuage noir), un villageois (dans l'introduction)
- Mick Swiney : Apidulas et Nomas
- Amy Huck : Alia et la palourde
- Juwana Němcová : Pripogala et la Tortue (à l'entrée de l'antre de Mjorgin)
- Shelley Leighton : Erea et la Dévéienne

Dans une interview des concepteurs du jeu, Jan Kavan (sound designer) précisait que les bruitages faits de grognements (notamment pour le dragon Mjorgin) étaient faits avec sa propre voix.